# Daniel Bluman

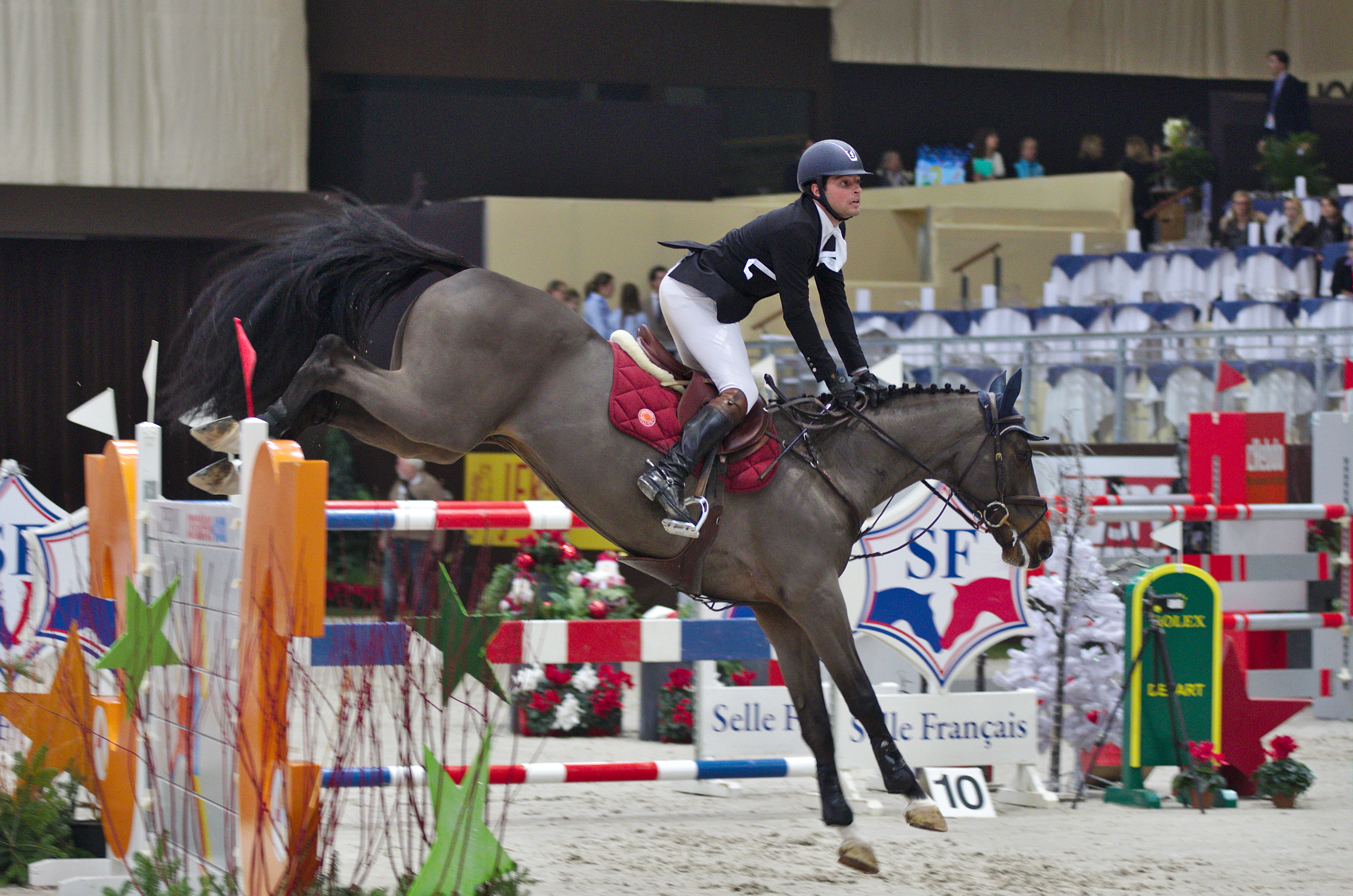
Daniel Bluman mit Cantando Lyngriis beim CHI Genf 2013

Daniel Bluman (* 15. März 1990 in Medellín, Kolumbien) ist ein Springreiter, der in Wellington (Florida) lebt. Bis Ende 2016 trat er für Kolumbien an, seitdem startet er für Israel.

## Persönliches
Daniel Bluman besitzt sowohl die kolumbianische als auch die israelische Staatsbürgerschaft. Er besuchte hebräische Schule. Seine Mutter stammt aus Israel, sein Großvater war drei Jahre im KZ Auschwitz interniert und überlebte den Holocaust. Verheiratet ist Daniel Bluman seit 2016 mit der Amateur-Springreiterin Ariel Epstein.
Bluman ist Botschafter für Just World International, einer von der ehemaligen Springreiterin Jessica Newman gegründeten Hilfsorganisation.

## Werdegang
Im September 2009 gewann er den mit 100.000 US-$ dotierten USGPL Invitational Grand Prix in Culpeper. Dies war sein dritter Sieg in einem Großen Preis in Folge.
Mit Puertas Paraiso startete er 2010 bei den Weltreiterspielen in Lexington (Kentucky). Anfang 2011 ritt er in Wellington seinem ersten Nationenpreis.
Im Oktober 2011 startete er mit Sancha LS bei den Panamerikanischen Spielen in Guadalajara (Mexiko) und belegte im Einzel und mit der Mannschaft jeweils Rang sieben. Ende März 2012 gewann er den 500.000 US-$-Grand Prix der Abschlusswoche des Winter Equestrian Festival. Dieser Sieg in einem Großen Preis eines CSI 5*-Turniers stellt damit seinen bisher größten Erfolg außerhalb von Championaten dar.
Bei den Olympischen Spielen 2012 in London startet er für Kolumbien. Im Jahr 2014 standen gleich zwei Championate auf seinem Programm: Im September war mit Sancha LS bei den Weltreiterspielen am Start; im November trat er mit Believe bei den Zentralamerika- und Karibikspiele in Veracruz an. Hier gewann er mit der Mannschaft die Goldmedaille. Im Folgejahr trat er mit Sancha LS bei den Panamerikanischen Spielen in Toronto an (Platz fünf in der Mannschaftswertung).
Seine zweiten Olympischen Spiele, die zugleich sein letztes Championat für Kolumbien waren, beendete er 2016 mit Apardi auf den 63. Platz der Einzelwertung.
Er trainierte bei Todd Minikus und Pablo Barrios, seit 2011 wird er von Eric Lamaze trainiert.

## Pferde (Auszug)
aktuell:
- Sancha La Silla (* 2003), braune Stute, Vater: Chin Chin, Muttervater: Polydor, Besitzer: Daniel, Ilan & Steven Bluman
- Fatalis Fatum (* 1995), Hannoveraner Fuchshengst, Vater: For Pleasure, Muttervater: Espri, Besitzer: Daniel Bluman
- Puertas Paraiso (* 1997), brauner KWPN-Wallach, Vater: Quidam de Revel, Muttervater: Grannus, Besitzer: Daniel, Steven & Mark Bluman
- Lifestyle (* 2002), braune Westfalen Stute, Vater: Lancer III, Muttervater: Pluspunkt, Besitzer: Daniel Bluman
- Crance (* 1995), Fuchs, Besitzer: Daniel Bluman
- New Amsterdam (* 1995), brauner KWPN-Wallach, Vater: Amsterdam, Besitzer: Daniel Bluman
- Cortico Holsteiner Schimmelstute, Besitzer: Daniel Bluman

ehemalig:
- Al Calypso (* 2002), brauner Hannoveranerwallach, Vater: Askari, Muttervater: Calypso II, seit 2011 von Samuel Parot geritten.

## Erfolge (in Auswahl)
- 2015: 2. Platz im Großen Preis der Abschlusswoche des Winter Equestrian Festival (CSI 5* Wellington) mit Sancha
- 2012: 1. Platz im Großen Preis der Abschlusswoche des Winter Equestrian Festival (CSI 5* Wellington).[7]
- 2009: 1. Platz im USGPL Invitational Grand Prix in Culpeper[8]